# Agenti S.H.I.E.L.D. (6. řada)
Šestá řada amerického televizního seriálu Agenti S.H.I.E.L.D. na motivy organizace S.H.I.E.L.D. od Marvel Comics. Po roce od smrti Phila Coulsona se na Zemi objeví Sarge, mimozemská bytost s podobou Coulsona. Mezitím se tým ve vesmíru snaží najít Fitze. Když se vrací Fitz s Simmonsovou domů, odhalí že velitel jejich lodě se snaží ovládnout Zemi. Tato řada se v USA vysílala na stanici ABC od 10. května 2019 do 2. srpna 2019. V Česku se tato série nevysílala.

## Obsazení

### Hlavní role
| Clark Gregg             | Sarge                      |
| Ming-Na Wen             | Melinda May                |
| Chloe Bennet            | Daisy Johnsonová / Quake   |
| Iain De Caestecker      | Leo Fitz                   |
| Elizabeth Henstridge    | Jemma Simmonsová           |
| Henry Simmons           | Alphonso „Mack“ MacKenzie  |
| Natalia Cordova-Buckley | Elena „Yo-Yo“ Rodriguezová |
| Jeff Ward               | Deke Shaw                  |

### Vedlejší role
| Maximilian Osinski      | Davis         |
| Joel Stoffer            | Enoch         |
| Briana Venskus          | Piper         |
| Barry Shabaka Henley    | Marcus Benson |
| Winston James Francis   | Jaco          |
| Matt O'Leary            | Pax           |
| Christopher James Baker | Malachi       |
| Shainu Bala             | Trevor Khan   |
| Karolina Wydra          | Izel          |

### Hostující role
| Maurissa Tancharoen | Sequoia |
| Coy Stewart         | Flint   |

## Seznam dílů
| Č. v seriálu | Č. v řadě | Původní název                             | Český název                     | Režie                | Scénář                           | Premiéra v USA    | Sledovanost v USA (v milionech diváků) |
| ------------ | --------- | ----------------------------------------- | ------------------------------- | -------------------- | -------------------------------- | ----------------- | -------------------------------------- |
| 111          | 1         | Missing Pieces                            | Chybějící díly                  | Clark Gregg          | Jed Whedon a Maurissa Tancharoen | 10. května 2019   | 2,31                                   |
| 112          | 2         | Window of Opportunity                     | Okno příležitosti               | Kevin Tancharoen     | James C. Oliver a Sharla Oliver  | 17. května 2019   | 2,18                                   |
| 113          | 3         | Fear and Loathing on the Planet of Kitson | Strach a hnus na planetě Kitson | Jesse Bochco         | Brent Fletcher a Craig Titley    | 24. května 2019   | 2,26                                   |
| 114          | 4         | Code Yellow                               | Žlutý kód                       | Mark Kolpack         | Nora Zuckerman a Lilla Zuckerman | 31. května 2019   | 2,35                                   |
| 115          | 5         | The Other Thing                           | Druhá věc                       | Lou Diamond Phillips | George Kitson                    | 14. června 2019   | 2,18                                   |
| 116          | 6         | Inescapable                               | Před čím nelze utéct            | Jesse Bochco         | DJ Doyle                         | 21. června 2019   | 2,12                                   |
| 117          | 7         | Toldja                                    | Já to říkal                     | Keith Potter         | Mark Leitner                     | 28. června 2019   | 2,17                                   |
| 118          | 8         | Collision Course (Part I)                 | Kolizní kurz (1. část)          | Kristin Windell      | Jeffrey Bell a Craig Titley      | 5. července 2019  | 1,79                                   |
| 119          | 9         | Collision Course (Part II)                | Kolizní kurz (2. část)          | Sarah Boyd           | Iden Baghdadchi                  | 12. července 2019 | 2,30                                   |
| 120          | 10        | Leap                                      | Skok                            | Garry A. Brown       | Drew Z. Greenberg                | 19. července 2019 | 2,38                                   |
| 121          | 11        | From the Ashes                            | Z popela                        | Jennifer Phang       | James C. Oliver a Sharla Oliver  | 26. července 2019 | 2,14                                   |
| 122          | 12        | The Sign                                  | Znamení                         | Nina Lopez-Corrado   | Nora Zuckerman a Lilla Zuckerman | 2. srpna 2019     | 1,88                                   |
| 123          | 13        | New Life                                  | Nový život                      | Kevin Tancharoen     | Brent Fletcher a Jed Whedon      | 2. srpna 2019     | 1,88                                   |